# Мурацано
Мурацано (итал. Murazzano) је насеље у Италији у округу Кунео, региону Пијемонт.
Према процени из 2011. у насељу је живело 573 становника. Насеље се налази на надморској висини од 727 м.

## Становништво
Према резултатима пописа становништва 2011. у општини је живело 840 становника.
| 1931. | 1936. | 1951. | 1961. | 1971. | 1981. | 1991. | 2001. | 2011. |
| ----- | ----- | ----- | ----- | ----- | ----- | ----- | ----- | ----- |
| 2.302 | 2.267 | 2.035 | 1.580 | 1.254 | 1.009 | 882   | 856   | 840   |